# Duck Lake n.º 463
Duck Lake n.º 463 es un municipio rural canadiense situado en la provincia de Saskatchewan.

## Superficie
Duck Lake n.º 463 tiene una superficie de 1034,52 km².

## Demografía
En 2021, tenía 1010 habitantes, una densidad poblacional de 1 hab./km², y 450 viviendas.